# Assuwa
La liga de Assuwa fue una confederación de estados de Anatolia occidental, derrotados por los hititas bajo Tudhaliya I/II alrededor de 1400 a. C. La liga se forma para oponerse al imperio hitita. La lista de sus miembros contiene 22 nombres, incluyendo [...]uqqa, Warsiya, Taruisa, Wilusiya y Karkija (Caria).
Algunas de las identificaciones de estos nombres son discutidas: Wilusiya es comúnmente identificada con Ilión; Taruisa con la Tróade circundante; Warsiya puede ser asociada con Lukka (Licia). Sin embargo, la identificación de [..]uqqa la posteriormente conocida Lukka (Licia) es problemática, pues eso pondría la liga de Assuwa tanto al norte como al sur de Arzawa en Anatolia suroccidental. Assuwa parece estar al norte de Arzawa, cubriendo el ángulo noroccidental de Anatolia. Homero en la Ilíada parece referirse a dos Licias: en 2.876-77 y 5.479 Sarpedón es un dirigente de la «Licia lejana» mientras que en 2.824 y ss. y 5.105 Pándaro es otro dirigente de los licios de alrededor del Monte Ida, cerca de Troya, así que Lukka frente a [...]uqqa puede encontrar su explicación en esos términos.
Esta confederación es mencionada sólo en los fragmentos de tablillas que recompone Laroche (CTH 142/85) e incluyen los Anales de Tudhaliya. Desde el tardío Tudhaliya IV se sabe que hubo problemas fronterizos entre 1250 y 1200 a. C. y, dado que el texto enumera las naciones rebeldes en la forma en que lo hace Ramsés II, el primer consenso databa este texto –y también Assuwa– en la época de Tudhaliya IV. Esta datación aparece en toda la literatura antigua sobre la caída de Hatti y aparece cada tanto hasta hoy. Sin embargo, el consenso desde entonces ha sido datar Assuwa en la época de un anterior Tudhaliya, lo que significa anterior a Suppiluliuma I y por lo tanto anterior a 1350 a. C.

## Assuwa y Asia
Bossert sugirió en 1946 que Assuwa es el origen del nombre del continente Asia.